# Colomera
Colomera és un municipi andalús situat en la comarca de Los Montes, en la província de Granada. El 2023 tenia 1.298 habitants.